# Künzelsau járás
Künzelsau járás egy járás Baden-Württembergben. 
1973. január 1-jén megszűnt a járás.

## Népesség
A járás népessége az elmúlt években az alábbi módon változott:

## Politika
A járás vezetői 1938 és 1972 között:
- 1936–1939: Gustav Stierle
- 1939–1944: Wilhelm Wöhrle
- 1945–1945: Richard Franck
- 1945–1946: Heinz Hohner
- 1946-1960: Otto Ehrler
- 1960-1972: Bernhard Vesenmayer